# Mehdi Torabi
Mehdi Torabi, né le 10 septembre 1994 à Karaj en Iran, est un footballeur international iranien. Il évolue au poste d'ailier gauche au Tractor SC.

## Biographie

### Carrière internationale

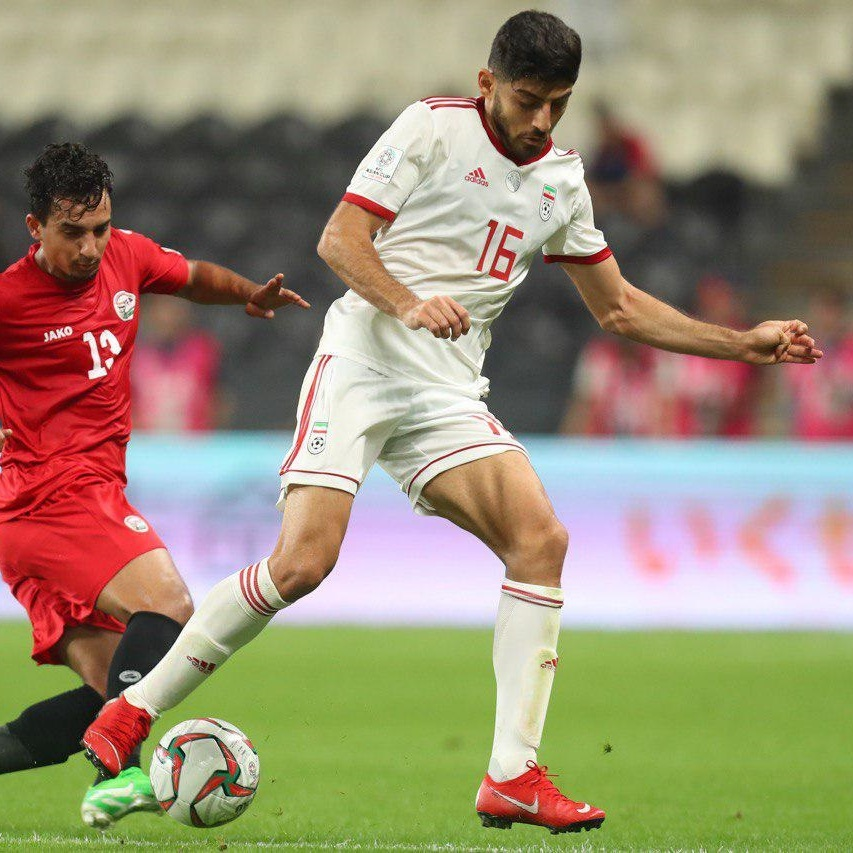

Mehdi Torabi honore sa première sélection le 11 juin 2015 lors d'un match amical contre l'Ouzbékistan. C'est lors de ce match qu'il marque son premier but en sélection. 
Le 4 juin 2018, il fait partie de la liste des 23 joueurs iraniens sélectionnés pour disputer la coupe du monde en Russie.
Le 13 novembre 2022, il est sélectionné par Carlos Queiroz pour participer à la Coupe du monde 2022.

## Statistiques
| Saison                | Club                  | Championnat           | Championnat | Championnat | Coupe(s) nationale(s) | Coupe(s) nationale(s) | Iran | Iran | Total | Total |
| Saison                | Club                  | Division              | M.          | B.          | M.                    | B.                    | M.   | B.   | M.    | B.    |
| 2012-2013             | Saipa Karaj           | Pro League            | 1           | 0           | 0                     | 0                     | -    | -    | 1     | 0     |
| 2013-2014             | Saipa Karaj           | Pro League            | 3           | 0           | 0                     | 0                     | -    | -    | 3     | 0     |
| 2014-2015             | Saipa Karaj           | Pro League            | 23          | 1           | 2                     | 0                     | 2    | 1    | 27    | 2     |
| 2015-2016             | Saipa Karaj           | Pro League            | 27          | 1           | 3                     | 0                     | 8    | 3    | 38    | 4     |
| 2016-2017             | Saipa Karaj           | Pro League            | 10          | 4           | 0                     | 0                     | 1    | 0    | 11    | 4     |
| Total sur la carrière | Total sur la carrière | Total sur la carrière | 64          | 6           | 5                     | 0                     | 11   | 4    | 80    | 10    |